# Slipstrøm
En slipstrøm er et punkt eller område med lavere tryk end omgivelserne, produceret bag et objekt, når det bevæger sig gennem en fluid f.eks. luft. Dette skyldes, at det bevægende objekt tvinger partikler i luftens molekyler fra hinanden. Da disse ikke kan samles igen lige med det samme efter sammenstødet, skabes der et mindre undertryk bag det bevægende objekt.
Dette benyttes blandt andet i sportsverdenen, hvor man i f.eks. cykling og motorsport kan køre tæt bag en anden deltager og dermed spare energi, idet man ikke selv skal bryde alle luftens molekyler. Det er på denne måde muligt for rytteren at spare omkring 30% af sin energi.
I naturens verden kan man se dette fænomen blive brugt af fugle, der ofte flyver med en bestemt formation, for at bryde luftens molekyler for fuglen bagved.